# Afrotizea
Afrotizea is een geslacht van kevers uit de familie bladkevers (Chrysomelidae).
De wetenschappelijke naam van het geslacht werd in 2001 gepubliceerd door Stapel & Wagner.

## Soorten
- Afrotizea mashuana (Jacoby, 1895)